# Nant-le-Grand
Nant-le-Grand település Franciaországban, Meuse megyében. Lakosainak száma 82 fő (2022. január 1.). Nant-le-Grand Ligny-en-Barrois, Maulan, Montplonne, Nant-le-Petit, Stainville, Tannois, Tronville-en-Barrois és Velaines községekkel határos.

## Népesség
A település népességének változása:
| Lakosok száma | 73   | 53   | 67   | 72   | 71   | 76   | 79   | 83   | 82   | 82   |
|               | 1968 | 1982 | 1990 | 2006 | 2013 | 2015 | 2017 | 2019 | 2020 | 2022 |